# Вар (департман)
Вар (фр. Var) департман је у југозападној Француској. Припада региону Прованса-Алпи-Азурна обала, а главни град департмана (префектура) је Тулон. Департман Вар је означен редним бројем 83. Његова површина износи 5.973 км². По подацима из 2010. године у департману Вар је живело 1.008.183 становника, а густина насељености је износила 169 становника по км².
Овај департман је административно подељен на:
- 3 округа
- 43 кантона и
- 153 општина.

## Демографија
| 1999.   |
| ------- |
| 898.441 |